# Ряшин Владислав Віталійович
Владисла́в Віта́́лійович Ря́шин (12 липня 1970, Запоріжжя, Українська РСР, СРСР) — український продюсер телеканалу «Інтер» (2001—2006) та президент кінокомпанії «Star Media» (2006—2022). З 22 червня 2025 року перебуває під санкціями РНБО України.

## Біографія
У 1987 році закінчив Запорізький технікум електронних приладів. Два з половиною роки вчився у Мінському вищому військовому інженерному училищі. У 1994 році закінчив Запорізький машинобудівний інститут (факультет електронної техніки), у 1998 році — Запорізький державний університет (романо-германський факультет). З 1989 року професійно займався організацією дискотек. З 1992 року працює на телебаченні. Працював у програмі «Щасливий паспорт», створив програму «Стробоскоп» (1993—1997) — на телекомпанії «Хортиця» у Запоріжжі. У 1996 році створює і веде програму «Мелорама» на телеканалі «Інтер», а пізніше з 2001 по 2006 рік — став генеральним продюсером телеканалу. Згодом — очолює однойменне творче об'єднання. У січні 2006 року заснував кінокомпанію Star Media.
Star Media – виробник, дистриб'ютор та власник авторських прав на теле- і кіноконтент. Компанія співпрацює з провідними телеканалами і онлайн-кінотеатрами, розвиває напрямок спільного виробництва разом із міжнародними партнерами. Будучи найбільшим агрегатором контенту російською мовою, компанія широко представлена на YouTube, а також розвиває напрямок Pay TV. Запущено сервіс ContentScan для боротьби з піратством. У 2021 році створено власний онлайн-кінотеатр «LAVA».
Колишній член Української Кіноакадемії, Української Телевізійної Академії, The European Film Academy та International Academy of Television Arts & Sciences (EMMY), European Producers Club (EPC) та The European Film Academy (EFA).
Номінант і переможець українських та міжнародних нагород в галузі кіно і телебачення.
З 22 червня 2025 року перебуває під санкціями РНБО України.

## Фільмографія
- «Шттл» (2022, продюсер у співавт.)
- «Зломовчання» (2021, продюсер у співавт.)
- «Останній найманець» (2021, продюсер у співавт.)
- «Анна Детектив II» (2020, продюсер у співавт.)
- «Принцип насолоди» (2019, продюсер у співавт.)
- «Холодні береги» (2019, продюсер у співавт.)
- «Східні солодощі 2» (2018, продюсер у співавт.)
- «Таємниці пані Кірсанової» (2018, продюсер у співавт.)
- «Специ» (2017, продюсер у співавт.)
- «Припутні» (2017, продюсер у співавт.)
- «Мата Харі» (2016, продюсер у співавт.)
- «25-та година» (2016, продюсер у співавт.)
- «Закохані жінки» (2015, продюсер у співавт.)
- «Вітер в обличчя» (2014, продюсер у співавт.)
- «Ванька» (2013, продюсер у співавт.)
- «Остання роль Ріти» (2012, продюсер у співавт.)
- «Час гріхів» (2012, продюсер у співавт.)
- «Сонцеворот» (2012, продюсер у співавт.)
- «Наречена мого друга» (2012, продюсер у співавт.)
- «Мільйонер» (2012, продюсер у співавт.)
- «Віддам дружину в хороші руки» (2012, продюсер у співавт.)
- «Вдача напрокат» (2012, продюсер у співавт.)
- «Родина» (2012, продюсер у співавт.)
- «Кохати не можна забути» (2012, продюсер у співавт.)
- «Лекції для домогосподарок» (2012, продюсер у співавт.)
- «Шукайте маму» (2012, продюсер у співавт.)
- «Роза прощальних вітрів» (2012, продюсер у співавт.)
- «Мрії з пластиліну» (2012, продюсер у співавт.)
- «Під прицілом кохання» (2012, продюсер у співавт.)
- «Арифметика підлості» (2011, продюсер у співавт.)
- «Кохання на два полюси» (2011, продюсер у співавт.)
- «Два квитки до Венеції» (2011, продюсер у співавт.)
- «Посміхнися, коли плачуть зірки» (2010, продюсер у співавт.)
- «Мама напрокат» (2010, продюсер у співавт.)
- «Переможець» (2009, продюсер у співавт.)
- «Крапля світла» (2009, продюсер у співавт.)
- «Життя на двох» (2009, продюсер у співавт.)
- «Чужі душі» (2009, продюсер у співавт.)
- «Повзе змія» (2009, продюсер у співавт.)
- «Заходь – не бійся, виходь – не плач» (2008, продюсер у співавт.)
- «Кілька примарних днів» (2008, продюсер у співавт.)
- «Дівчинка моя» (2008, продюсер у співавт.)
- «Дім, милий дім» (2008, продюсер у співавт.)
- «Вчитель музики» (2008, продюсер у співавт.)
- «Гріхи наші» (2008, продюсер у співавт.)
- «Щасливої дороги» (2008, продюсер у співавт.)
- «Червоний лотос» (2008, продюсер у співавт.)
- «Маша і море» (2008, продюсер у співавт.)
- «Карасі» (2008, продюсер у співавт.)
- «Охоронниця» (2008, продюсер у співавт.)
- «Я знаю, як стати щасливим» (2008, продюсер у співавт.)
- «Гроші для доньки» (2008, продюсер у співавт.)
- «Дідусь у подарунок» (2008, продюсер у співавт.)
- «Чорна сукня» (2008, продюсер у співавт.)
- «Агентство „Мрія“» (2008, продюсер у співавт.)
- «Убивство під час дачного сезону» (2008, продюсер у співавт.)
- «Зникнення» (2008, продюсер у співавт.)
- «Тато напрокат» (2008, продюсер у співавт.)
- «Жінка, не схильна до авантюр» (2008, продюсер у співавт.)
- «Ґудзик» (2008, продюсер у співавт.)
- «Усупереч здоровому глузду» (2008, продюсер у співавт.)
- «Нерозумна зірка» (2008, продюсер у співавт.)
- «Фото моєї дівчини» (2008, продюсер у співавт.)
- «Ми дивно зустрілися» (2008, продюсер у співавт.)
- «Довгоочікуване кохання» (2008, продюсер у співавт.)
- «Час щастя» (2008, продюсер у співавт.)
- «Моя мама — Снігуронька» (2007, продюсер у співавт.)
- «Лабіринти кохання» (2007, продюсер у співавт.)
- «Рік Золотої Рибки» (2007, продюсер у співавт.)
- «Кохання під наглядом» (2007, продюсер у співавт.)
- «Професор у законі» (2006, продюсер у співавт.)
- «Дивне Різдво» (2006, продюсер у співавт.)
- «Попелюшка» (2002, продюсер у співавт.)
- «Вечори на хуторі біля Диканьки» (2001, продюсер у співавт.)